# エゴン・ペトリ
エゴン・ペトリ（Egon Petri, 1881年3月23日 - 1962年5月27日）は、ドイツ出身のピアニスト。

## 経歴
オランダ人の両親のもとに、ハノーファーに生まれ、ドレスデンに育つ。父親がヴァイオリン奏者だったため、幼児期はヴァイオリン教育を受け、10代でドレスデン宮廷楽団員に採用された。
幼児期からピアノを学んでいたため、次第にこの楽器に傾注するようになり、フェルッチョ・ブゾーニの薫陶を受け、大きな影響を受ける。レパートリーの中心は、バッハやリスト、ブゾーニの作品であった。
第一次世界大戦中は、ブゾーニに従いスイスに移り、バッハの鍵盤楽曲の校訂作業を手伝う。1920年代にベルリンで教鞭を執り、1923年には、ソ連で初めて演奏した外国人ソリストになった。1927年にポーランドのザコパネに移る。1929年からたくさんの録音を始めた。第二次世界大戦が勃発するとアメリカ合衆国に逃れ、コーネル大学や、後にカリフォルニア州オークランドのミルズ・カレッジで教鞭を執った。1962年にバークリー（カリフォルニア州）にて他界。アール・ワイルドやジョン・オグドンなどの門人がいる。